# Montreal Locomotive Works
Локомотивостроительный завод в Монреале (англ. Montreal Locomotive Works или MLW) — канадский завод, производивший локомотивы с 1883 по 1985 год. Завод производил паровозы (в том числе и «Конфидирейшн») и тепловозы. На протяжении ряда лет компания являлась дочерней для американской компании ALCO. Завод находился в городе Монреаль.
Завод создавался в 1883 году для удовлетворения потребностей железнодорожного транспорта в Канаде в локомотивах. Паровозы нужны были для Канадской тихоокеанской железной дороги, Grand Trunk Railway, Intercolonial Railway, а после 1922 года — Канадской национальной железной дороги.
В 1904 году американская компания ALCO приобрела компанию Locomotive & Machine Company. Завод, находящийся в Монреале, был переименован в Montreal Locomotive Works.
Период с 1900 по 1915 год был беспрецедентным по объёмам железнодорожного строительства в Канаде. В этот период Канадой были установлены большие таможенные пошлины на ввоз паровозов, поэтому закупка локомотивов в США становилась крайне невыгодной.
В этих условиях выгодно было развивать постройку паровозов на заводах Канады.
В годы Второй мировой войны компания занималась выпуском военной техники, включая танки и артиллерийские орудия. Рабочие места на заводе в это время занимали в основном женщины. После окончания войны разбогатевшая компания вернулась к постройке локомотивов.

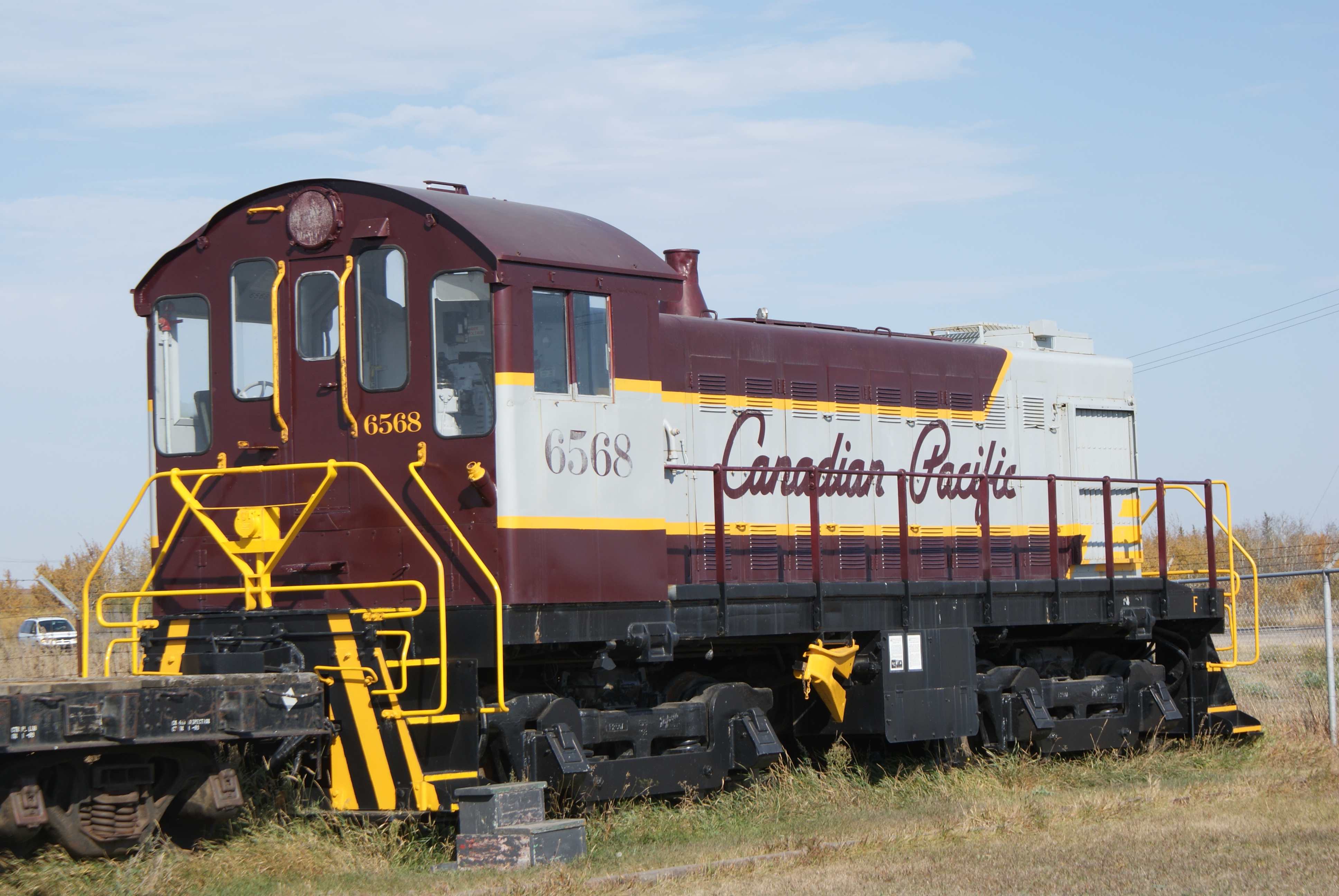
Тепловоз ALCO S-3, построенный MLW в 1957 году

В 1949 году компания General Motors создала в городе Лондон (провинция Онтарио) завод, изготавливавший дизельные двигатели. Это позволило MLW начать изготовление тепловозов. Электрические компоненты тепловозов поставлялись компанией Вестингауз Электрик. По лицензии компании Fairbanks-Morse компания Canadian Locomotive Company стала производить с 1951 года тепловозы Train Master (Тепловоз FM H-24-66). Однако до 1953 года, до момента выхода из-под контроля ALKO, завод так и не начал производить тепловозы для нужд США. Свой первый тепловоз для Канады компания построила в 1949 году.
Канадские железные дороги не спешили менять парк паровозов и в 1950-е, когда многие железные дороги в США, СССР и других странах начали интенсивную замену паровозной тяги на тепловозную и электровозную, в Канаде всё ещё сохранялась ставка на паровозы.
В 1975 году контрольный пакет акций был приобретён компанией Bombardier.
В 1985 году произошла реорганизация компании Бомбардье. С этого момента выпуск локомотивов был прекращён, компания сосредоточилась на производстве пассажирского подвижного состава и самолётов.
Компания производила тепловозы RS-1, RS-3, RS-10, RS-18, S3 и другие серии.